# Посталезио
Постале́зио (итал. Postalesio) — коммуна в Италии, в провинции Сондрио области Ломбардия.
Население составляет 609 человек (2008 г.), плотность населения составляет 61 чел./км². Занимает площадь 10 км². Почтовый индекс — 23010. Телефонный код — 0342.
Покровителем коммуны почитается святой Антоний Великий, празднование 13 января.

## Демография
Динамика населения:

## Администрация коммуны
- Официальный сайт: http://www.comune.postalesio.so.it